# Бойка Асиова
Бойка Петрова Асиова е българска журналистка и писателка.

## Биография
Родена е на 16 декември 1945 година в Разлог, България. По обравоние е инженер-химик, но работи като журналист във вестниците „Дума“ и „Земя“.

## Творчество
Бойка Асиова пише пътеписи, стихове, проза, събира народни песни. Автор е на книгите „Добрата дума“ (1985), публицистика, сборниците с разкази „Сребърна пара“ (1987), „Да излъжеш дявола“ (1999), „Мир вам, сто врабчета“ (2001), „Приписки“ (2003), „Време назаем“ (2004), „Песните на мама“ (2005) - сборник народни песни, както и комиксът за юноши The X Files skin Deep (1998). Сборникът с разкази „Мъжко можене“(2002) и романът „Яловата вдовица“ (2007, II изд. 2007) са издадени от „Жанет 45“.
Според Анжел Вагенщайн, Бойка Асиова осмисля видимото и невидимото битие в нейните книги, където увличащ е кинематографичния поглед на автора.

## Награди
Романът „Яловата вдовица“ е носител на литературната награда „Николай Хайтов“ за 2007 година.
През 2021 година нейната книга „Роден на Великден“ (изд. „Жанет 45“) е отличена с наградата „Христо Г. Данов“ в раздел „Българска художествена литература“.